# توماس ویلوسیوس
توماس ویلوسیوس (استونیایی: Toomas Vilosius؛ زادهٔ ۵ مهٔ ۱۹۵۱) سیاست‌مدار و نماینده سابق مجلس اهل استونی است.  وی از سپتامبر ۱۹۹۴ تا مه ۱۹۹۵ و نوامبر ۱۹۹۵ تا دسامبر ۱۹۹۶ وزیر امور اجتماعی استونی بوده‌است.